# Godzilla Minus One
Godzilla Minus One (ゴジラ-1.0 Gōjira Mainasu Wan?) es una película kaijū japonesa del año 2023, dirigida, escrita y con efectos visuales de Takashi Yamazaki. Producida por Toho Studios junto con Robot Communications y distribuida por Toho Co., Ltd., es la 37.ª película de la franquicia de Godzilla, la 33.ª película de Godzilla de Toho y la quinta película de la era Reiwa de la franquicia. La película está protagonizada por Ryūnosuke Kamiki, Minami Hamabe, Yūki Yamada, Munetaka Aoki, Hidetaka Yoshioka, Sakura Andō y Kuranosuke Sasaki. En la película, el Japón en la posguerra tratan con la aparición de Godzilla. 
En la 96.ª edición de los Premios Óscar, la película ganó en la categoría de mejores efectos visuales, siendo la primera cinta de Godzilla en ser nominada y ganar un premio Óscar. Asimismo, Godzilla Minus One se convirtió también en el primer filme japonés en ser nominado y ganar dicho premio.

## Argumento
En 1945, cerca del final de la Segunda Guerra Mundial, el piloto kamikaze Kōichi Shikishima (Ryūnosuke Kamiki) aterriza su Mitsubishi A6M Zero en la base japonesa en la isla Odo. El mecánico principal, Sōsaku Tachibana (Munetaka Aoki), deduce que Shikishima había huido de su deber fingiendo problemas técnicos. Esa noche, Godzilla, una gran criatura similar a un dinosaurio, ataca la guarnición. Shikishima intenta dispararle al monstruo desde su avión, pero se ve incapaz de actuar y queda inconsciente. Tachibana, el único superviviente del ataque, culpa a Shikishima por no hacer nada. 

La Operación Crossroads, prueba nuclear que se describe como resultado de la mutación de Godzilla en la película.

Shikishima regresa a casa y descubre que sus padres murieron en el bombardeo de Tokio. Atormentado por la culpa del superviviente, Shikishima conoce a una joven mujer, Noriko Ōishi (Minami Hamabe), cuyos padres también murieron en el bombardeo y permite que esta se hospede temporalmente en su ahora destruida casa. Noriko trae consigo a una bebé huérfana, Akiko, a quien ella rescató y se niega a abandonar. Tratando de rehacer su vida, Shikishima encuentra empleo a bordo de un dragaminas encargado de eliminar las minas navales de la guerra. Mientras tanto, Godzilla es mutado y fortalecido por las pruebas nucleares de la Operación Crossroads de Estados Unidos en Bikini Atoll; hunde el USS Redfish y destruye varios otros barcos en ruta a Japón. Debido a las tensiones de la Guerra Fría con la Unión Soviética, Estados Unidos no ofrece ninguna ayuda salvo unos pocos buques de la Marina Imperial Japonesa desmantelados y aprobados por el general Douglas MacArthur. El gobierno japonés, preocupado por provocar pánico, no notifica al público sobre el peligro.
En mayo de 1947, Shikishima y su equipo de dragaminas viajan a las islas Ogasawara y tienen la tarea de detener el acercamiento de Godzilla a Japón. Lanzan una mina en la boca de Godzilla y la detonan, causando un daño importante, pero el monstruo se regenera rápidamente. El crucero pesado Takao luego se enfrenta a Godzilla, pero posteriormente es destruido cuando el monstruo desata su rayo de calor. Después de regresar a Tokio, Shikishima se sincera con Noriko sobre sus encuentros con Godzilla. Días después, Godzilla toca tierra en Japón y ataca a Ginza, donde trabaja Noriko. Ella sobrevive por poco al ataque inicial y se reúne con Shikishima. Enfurecido por el fuego de los tanques, Godzilla destruye gran parte del distrito con su rayo de calor, matando a decenas de miles. Noriko empuja a Shikishima a un lugar seguro, pero queda atrapada en la explosión y se da por muerta. Devastado por la pérdida, Shikishima jura venganza.
Frustrado por la inacción del gobierno, uno de los miembros de la tripulación del dragaminas, el exingeniero naval Kenji Noda, idea un plan para destruir a Godzilla atrayéndolo a la bahía de Sagami antes de rodearlo con tanques de freon y romperlos, reducir la flotabilidad del agua y hundirlo, dejando que la presión del agua resultante lo aplaste. Si el plan falla, se inflarán globos debajo de Godzilla para obligarlo a emerger, matándolo mediante descompresión explosiva. Para llevar a cabo su plan, Noda ha reclutado a veteranos de la marina para tripular los destructores IJN desarmados. Shikishima recluta a Tachibana para reparar un avión Kyushu J7W Shinden averiado. Planea matar a Godzilla en un ataque suicida volando hacia su boca y detonando las cargas explosivas a bordo. Deja a Akiko al cuidado de su vecina, Sumiko, antes de que Godzilla resurja.
Mientras Shikishima atrae a Godzilla a la trampa tendida por dos destructores, Sumiko recibe un telegrama destinado a Shikishima. Godzilla sobrevive a la caída inicial y luego se libera antes de ser obligado a retroceder, sufriendo graves lesiones por el barotrauma inducido por la descompresión resultante. Con la ayuda de una flota de remolcadores, los barcos transportan a Godzilla a la superficie. Un Godzilla enfurecido se prepara para destruir todos los recipientes con su rayo de calor, pero Shikishima estrella el avión en la boca de Godzilla y destruye su cabeza, provocando que la energía del rayo de calor destroce su cuerpo. La tripulación celebra cuando Shikishima se eyecta antes de la explosión y se lanza en paracaídas a un lugar seguro, después de recordar que Tachibana le mostró un asiento eyectable instalado en el Shinden, implorándole que dejara de lado su culpa para seguir viviendo. 
Posteriormente, se entera del contenido del telegrama, el cual informa que Noriko ha sobrevivido al ataque previo. Shikishima, Noriko y Akiko finalmente se reúnen en el hospital. Aunque felizmente reunidos, Noriko se encuentra infectada por una sustancia negra misteriosa. Mientras tanto, en el fondo del océano, se puede apreciar como un trozo de la carne de Godzilla comienza a regenerarse.

## Reparto
- Ryūnosuke Kamiki como Kōichi Shikishima
- Minami Hamabe como Noriko Ōishi
- Yūki Yamada como Shirō Mizushima
- Munetaka Aoki como Sōsaku Tachibana
- Hidetaka Yoshioka como Kenji Noda
- Sakura Andō como Sumiko Ōta
- Kuranosuke Sasaki como Yōji Akitsu
- Miou Tanaka como Tatsuo Hotta
- Yūya Endō como Tadayuki Saitō
- Sae Nagatani como Akiko

## Recepción

### Crítica
Godzilla Minus One recibió reseñas generalmente positivas de parte de la crítica y de la audiencia. En el sitio web agregador de reseñas Rotten Tomatoes, la película posee una aprobación de 98%, basada en 139 reseñas, con una calificación de 8.4/10 y un consenso crítico que dice "Con interesantes historias humanas que anclan la acción, Godzilla Minus One es una película de kaiju que sigue siendo verdaderamente convincente entre escenas de destrucción masiva". De parte de la audiencia tiene una aprobación de 98%, basada en más de 5000 votos, con una calificación de 4.5/5.
El sitio web Metacritic le dio a la película una puntuación de 80 de 100, basada en 31 reseñas, indicando "reseñas generalmente favorables". Las audiencias encuestadas por CinemaScore le otorgaron a la película una "A" en una escala de A+ a F, mientras que en el sitio IMDb los usuarios le asignaron una calificación de 8.3/10, sobre la base de más de 48 000 votos. En la página web FilmAffinity la película tiene una calificación de 7.4/10, basada en 1579 votos.

### Premios y nominaciones
| Premio                                                   | Fecha                   | Categoría                                | Nominado                                                           | Resultado   | Ref.   |
| -------------------------------------------------------- | ----------------------- | ---------------------------------------- | ------------------------------------------------------------------ | ----------- | ------ |
| Premios Óscar                                            | 10 de marzo de 2024     | Mejores efectos visuales                 | Takashi Yamazaki, Kyoko Shibuya, Masaki Takahashi y Tatsuji Nojima | Ganador     | [ 15 ] |
| Premios de la Asociación de Críticos de Cine de Chicago  | 12 de diciembre de 2023 | Mejor uso de efectos visuales            | Godzilla Minus One                                                 | Ganadora    | [ 16 ] |
| Premios de la Asociación de Críticos de Cine de Chicago  | 12 de diciembre de 2023 | Mejor película en lengua extranjera      | Godzilla Minus One                                                 | Nominada    | [ 17 ] |
| Premios de la Crítica Cinematográfica                    | 14 de enero de 2024     | Mejor película de habla no inglesa       | Godzilla Minus One                                                 | Pendiente   | [ 18 ] |
| Florida Film Critics Circle Awards                       | 21 de diciembre de 2023 | Mejores efectos visuales                 | Godzilla Minus One                                                 | Pendiente   | [ 19 ] |
| Hochi Film Awards                                        | 11 de diciembre de 2023 | Mejor película                           | Godzilla Minus One                                                 | Nominada    | [ 20 ] |
| Hochi Film Awards                                        | 11 de diciembre de 2023 | Mejor director                           | Takashi Yamazaki                                                   | Ganador     | [ 21 ] |
| Hochi Film Awards                                        | 11 de diciembre de 2023 | Mejor actor                              | Ryunosuke Kamiki                                                   | Nominado    | [ 20 ] |
| Hochi Film Awards                                        | 11 de diciembre de 2023 | Mejor actriz de reparto                  | Minami Hamabe                                                      | Nominada    | [ 20 ] |
| Indiana Film Journalists Association Awards              | 18 de diciembre de 2023 | Mejor película                           | Godzilla Minus One                                                 | Nominada    | [ 22 ] |
| Indiana Film Journalists Association Awards              | 18 de diciembre de 2023 | Mejor película en lengua extranjera      | Godzilla Minus One                                                 | Subcampeona | [ 23 ] |
| Indiana Film Journalists Association Awards              | 18 de diciembre de 2023 | Mejor banda sonora                       | Naoki Satō                                                         | Nominado    | [ 22 ] |
| Las Vegas Film Critics Society Awards                    | 13 de diciembre de 2023 | Mejor película de terror/ciencia ficción | Godzilla Minus One                                                 | Ganadora    | [ 24 ] |
| Las Vegas Film Critics Society Awards                    | 13 de diciembre de 2023 | Mejor película internacional             | Godzilla Minus One                                                 | Ganadora    | [ 24 ] |
| Las Vegas Film Critics Society Awards                    | 13 de diciembre de 2023 | Mejores efectos visuales                 | Godzilla Minus One                                                 | Nominada    | [ 24 ] |
| Las Vegas Film Critics Society Awards                    | 13 de diciembre de 2023 | Mejor película de acción                 | Godzilla Minus One                                                 | Nominada    | [ 24 ] |
| Nikkan Sports Film Awards                                | 27 de diciembre de 2023 | Premio Yūjirō Ishihara                   | Godzilla Minus One                                                 | Pendiente   | [ 25 ] |
| Nikkan Sports Film Awards                                | 27 de diciembre de 2023 | Mejor actriz de reparto                  | Minami Hamabe                                                      | Pendiente   | [ 25 ] |
| Philadelphia Film Critics Circle Awards                  | 18 de diciembre de 2023 | Premio Philips Steaks Cheesesteak        | Godzilla Minus One                                                 | Subcampeona | [ 26 ] |
| Phoenix Critics Circle Awards                            | 18 de diciembre de 2023 | Mejor película en lengua extranjera      | Godzilla Minus One                                                 | Nominada    | [ 27 ] |
| Premios de la Asociación de Críticos de Cine de San Luis | 17 de diciembre de 2023 | Mejores efectos visuales                 | Takashi Yamazaki                                                   | Nominado    | [ 28 ] |
| Utah Film Critics Association Awards                     | 6 de enero de 2024      | Mejor película de habla no inglesa       | Godzilla Minus One                                                 | Pendiente   | [ 29 ] |
| Utah Film Critics Association Awards                     | 6 de enero de 2024      | Mejores efectos visuales                 | Godzilla Minus One                                                 | Pendiente   | [ 29 ] |